# Николай Расторгуев
Николай Вячеславович Расторгуев е съветски и руски музикант.

## Биография
Роден на 21 февруари 1957 година в град Литкарино в Руската федерация. Баща му е бил шофьор – Вячеслав Николаевич Расторгуев (1932 – 2015), а майка му е шивачка – Мария Александровна Калмикова (1930–). Той е настоящ вокалист на група „Любе“ от създаването ѝ през 1989 г. от Игор Матвиенко до наши дни. Неговото творчеството и на групата е фокусирано върху рок музиката. Певческият му глас е баритон.
Настоящата му съпруга е Наталя Расторгуева, за която се е оженил през 1990 г. Има две деца – Павел Расторгуев и Николай Расторгуев. Член е на партията Единна Русия. Между 2010 и 2011 г. е депутат в Държавната дума на Русия.
През 2022 година се включва активно в пропагандната кампания на режима на Владимир Путин в подкрепа на руското нападение над Украйна.